# Прогрес МС-14
Прогрес МС-14 — космічний транспортний вантажний корабель (ТВК) серії «Прогрес», який був запущений до МКС 25 квітня 2020 року в 5:51 за київським часом зі стартового комплексу космодрому Байконур і успішно виведений на навколоземну орбіту.

## Стиковка з МКС
25 квітня 2020 року в 8:12 мск вантажний корабель «Прогрес МС-14» в штатному режимі пристикувався до модуля «Зірка» МКС. Політ зайняв 3 години 20 хвилин.

## Вантаж і символіка
Корабель доставив на станцію 650 кілограмів палива для дозаправки станції, 46 кілограмів повітря і кисню, питну воду. Всього — більше двох тонн вантажів, у тому числі 1,35 тонни у вантажному відсіку — контейнери з продуктами харчування, медикаменти, санітарно-гігієнічні приналежності для екіпажу, обладнання для бортових систем МКС, апаратуру для проведення експериментів. Серед вантажів — грейпфрути та апельсини, а також ковбаски піколіни зі смаком піци.
Пуск був приурочений до 75-річчя Перемоги у Великій Вітчизняній війні. На ракету нанесли спеціальну символіку — логотип річниці, а також зображення Георгіївської стрічки і Орденів Вітчизняної війни.